# Diocesi, decanati e parrocchie della Chiesa di Svezia
Questa è una lista delle diocesi, decanati e parrocchie della Chiesa di Svezia aggiornata al 1º gennaio 2013.

## Diocesi di Uppsala

Mappa della Diocesi di Uppsala

Parrocchie e decanati della Diocesi di Uppsala.
- Decanato di Uppsala
  - Parrocchia della cattedrale di Uppsala
  - Parrocchia di Helga Trefaldighet
  - Parrocchia di Vaksala
  - Parrocchia di Danmark-Funbo
  - Parrocchia di Gamla Uppsala
  - Parrocchia di Gottsunda
- Decanato di Oland and Frösåker
  - Parrocchia di Frösåker
  - Parrocchia di Alunda
  - Parrocchia di Öregrund-Gräsö
  - Parrocchia di Hökhuvud
  - Parrocchia di Ekeby
  - Parrocchia di Skäfthammar
  - Parrocchia di Dannemorabygden
  - Parrocchia di Rasbo
  - Parrocchia di Rasbokil
  - Parrocchia di Tuna
  - Parrocchia di Stavby
- Decanato di Eastern Uppland
  - Parrocchia di Rimbo
  - Parrocchia di Husby, Skederid and Rö
  - Parrocchia di Fasterna
  - Parrocchia di Närtuna
  - Parrocchia di Gottröra
  - Parrocchia di Rådmansö
  - Parrocchia di Frötuna
  - Parrocchia di Norrtälje-Malsta
  - Parrocchia di Länna
  - Parrocchia di Blidö
  - Parrocchia di Riala
  - Parrocchia di Roslagsbro-Vätö
  - Parrocchia di Almunge
  - Parrocchia di Knutby-Bladåker
  - Parrocchia di Faringe
  - Parrocchia di Häverö-Edebo-Singö
  - Parrocchia di Väddö
  - Parrocchia di Björkö-Arholma
  - Parrocchia di Estuna and Söderby-Karl
  - Parrocchia di Lohärad
  - Parrocchia di Edsbro-Ununge
- Decanato di Enköping
  - Parrocchia di Veckholm
  - Parrocchia di Boglösa
  - Parrocchia di Villberga
  - Parrocchia di Enköping
  - Parrocchia di Tillinge e Södra Åsunda
  - Parrocchia di Sparrsätra-Bred
  - Parrocchia di Fjärdhundra
  - Parrocchia di Lagunda
- Decanato di Sigtuna
  - Parrocchia di Husby-Ärlinghundra
  - Parrocchia di Norrsunda
  - Parrocchia di Skepptuna
  - Parrocchia di Valsta
  - Parrocchia di Sigtuna
  - Parrocchia di Knivsta
  - Parrocchia di Alsike
  - Parrocchia di Lagga
  - Parrocchia di Östuna
  - Parrocchia di Vassunda
  - Parrocchia di Husby-Långhundra
  - Parrocchia di Övergran
  - Parrocchia di Kalmar-Yttergran
  - Parrocchia di Skokloster
  - Parrocchia di Häggeby
  - Parrocchia di Kungsängen-Västra Ryd
  - Parrocchia di Bro
- Decanato di Western Uppland
  - Parrocchia di Bälingebygden
  - Parrocchia di Norra Hagunda
  - Parrocchia di Tensta
  - Parrocchia di Lena
  - Parrocchia di Ärentuna
  - Parrocchia di Björklinge
  - Parrocchia di Skuttunge
  - Parrocchia di Viksta
  - Parrocchia di Balingsta
  - Parrocchia di Hagby
  - Parrocchia di Ramsta
  - Parrocchia di Uppsala-Nä
  - Parrocchia di Västeråker
  - Parrocchia di Dalby
  - Parrocchia di Vittinge
  - Parrocchia di Västerlövsta
  - Parrocchia di Enåker
  - Parrocchia di Huddunge
  - Parrocchia di Östervåla
  - Parrocchia di Harbo
  - Parrocchia di Nora
- Decanato di Örbyhus
  - Parrocchia di Tierp-Söderfors
  - Parrocchia di Hållnäs-Österlövsta
  - Parrocchia di Älvkarleby-Skutskär
  - Parrocchia di Västland
  - Parrocchia di Tolfta
  - Parrocchia di Vendel
  - Parrocchia di Tegelsmora
- Decanato di Gästrikland
  - Parrocchia di Gävle Heliga Trefaldighet
  - Parrocchia di Gävle Staffan
  - Parrocchia di Valbo
  - Parrocchia di Hille
  - Parrocchia di Hedesunda
  - Parrocchia di Hamrånge
  - Parrocchia di Gävle Maria
  - Parrocchia di Bomhus
  - Parrocchia di Ockelbo
  - Parrocchia di Torsåker
  - Parrocchia di Hdiors
  - Parrocchia di Ovansjö
  - Parrocchia di Järbo
  - Parrocchia di Årsunda-Österfärnebo
  - Parrocchia di Sandviken
- Decanato di Southern Hälsingland
  - Parrocchia di Söderala
  - Parrocchia di Ljusne
  - Parrocchia di Mo-Bergvik
  - Parrocchia di Skog
  - Parrocchia di Söderhamn
  - Parrocchia di Sandarne
  - Parrocchia di Norrala-Trönö
  - Parrocchia di Bollnä
  - Parrocchia di Rengsjö
  - Parrocchia di Arbrå-Undersvik
  - Parrocchia di Alfta-Ovanåker
  - Parrocchia di Hanebo-Segersta
- Decanato di Northern Hälsingland
  - Parrocchia di Järvsö
  - Parrocchia di Ljusdal-Ramsjö
  - Parrocchia di Färila-Kårböle
  - Parrocchia di Los-Hamra
  - Parrocchia di Hudiksvall-Idenor
  - Parrocchia di Delsbo
  - Parrocchia di Forsa-Hög
  - Parrocchia di Enånger-Njutånger
  - Parrocchia di Hälsingtuna-Rogsta
  - Parrocchia di Bjuråker-Norrbo
  - Parrocchia di Harmånger-Jättendal
  - Parrocchia di Gnarp
  - Parrocchia di Bergsjö
  - Parrocchia di Ilsbo
  - Parrocchia di Hassela

## Diocesi di Linköping

Mappa della Diocesi di Linköping

Parrocchie e decanati della Diocesi di Linköping.
- Parrocchia del decanato della cattedrale di Linköping
  - Parrocchia di Linköping cathedral
  - Parrocchia di Gottfridsberg
  - Parrocchia di Linköping Saint Lawrence
  - Parrocchia di Linköping Johannelund
  - Parrocchia di Linköping Skäggetorp
  - Parrocchia di Linköping Ryd
  - Parrocchia di Linköping Berga
  - Parrocchia di Landeryd
- Decanato di Motala and Bergslag
  - Parrocchia di Motala
  - Parrocchia di Aska
  - Parrocchia di Vadstena
  - Parrocchia di Dal
  - Parrocchia di Fornåsa
  - Parrocchia di Borensberg
  - Parrocchia di Klockrike
  - Parrocchia di Tjällmo
  - Parrocchia di Finspång
  - Parrocchia di Västra Ny
  - Parrocchia di Godegård
- Decanato di Folkungabygden
  - Parrocchia di Skänninge
  - Parrocchia di Boxholm
  - Parrocchia di Ödeshög
  - Parrocchia di Veta
  - Parrocchia di Viby
  - Parrocchia di Västra Harg
  - Parrocchia di Östra Tollstad
  - Parrocchia di Mjölby
  - Parrocchia di Väderstad
- Decanato di Norrköping
  - Parrocchia di Norrköping Saint Oldi
  - Parrocchia di Norrköping Saint John
  - Parrocchia di Kolmården
  - Parrocchia di Norrköping Borg
- Decanato di Söderköping
  - Parrocchia di Östra Husby
  - Parrocchia di Jonsberg
  - Parrocchia di Västra Vikbolandet
  - Parrocchia di Söderköping Saint Anna
  - Parrocchia di Valdemarsvik
  - Parrocchia di Ringarum
  - Parrocchia di Östra Ryd
  - Parrocchia di Åtvid
- Decanato di Tjust
  - Parrocchia di Västervik
  - Parrocchia di Hjorted
  - Parrocchia di Hallingeberg-Blackstad
  - Parrocchia di Gladhammar-Västrum
  - Parrocchia di Törnsfall
  - Parrocchia di Misterhult
  - Parrocchia di Gamleby
  - Parrocchia di Odensvi parish
  - Parrocchia di Ldita
  - Parrocchia di Överum
  - Parrocchia di Dalhem
  - Parrocchia di Västra Ed
  - Parrocchia di Ukna
  - Parrocchia di Lditahammar
- Decanato di Sevede and Aspeland
  - Parrocchia di Vimmerby
  - Parrocchia di Tuna parish
  - Parrocchia di Rumskulla
  - Parrocchia di Pelarne
  - Parrocchia di Frödinge
  - Parrocchia di Locknevi
  - Parrocchia di Södra Vi-Djursdala
  - Parrocchia di Hultsfred
  - Parrocchia di Vena
  - Parrocchia di Lönneberga
  - Parrocchia di Mörlunda-Tveta
  - Parrocchia di Virserum
  - Parrocchia di Järeda
  - Parrocchia di Målilla con Gårdveda
- Decanato di Vedbo and Ydre
  - Parrocchia di Aneby
  - Parrocchia di Askeryd
  - Parrocchia di Frinnaryd
  - Parrocchia di Lommaryd
  - Parrocchia di Haurida-Vireda
  - Parrocchia di Säby
  - Parrocchia di Linderå
  - Parrocchia di Adelöv
  - Parrocchia di Norra Ydre
  - Parrocchia di Sund-Svinhult
  - Parrocchia di Västra Ryd
  - Parrocchia di Eksjö
  - Parrocchia di Höreda
  - Parrocchia di Mellby
  - Parrocchia di Hult
  - Parrocchia di Edshult
  - Parrocchia di Norra Solberga-Flisby
  - Parrocchia di Hässleby-Kråkshult
  - Parrocchia di Ingatorp-Bellö
- Decanato di Stångå
  - Parrocchia di Vreta kloster
  - Parrocchia di Kärna
  - Parrocchia di Kaga
  - Parrocchia di Ledberg
  - Parrocchia di Skeda
  - Parrocchia di Slaka
  - Parrocchia di Åkerbo
  - Parrocchia di Nykil-Gammalkil
  - Parrocchia di Ulrika
  - Parrocchia di Vikingstad
  - Parrocchia di Vist
  - Parrocchia di Vårdnä
  - Parrocchia di Rimforsa
  - Parrocchia di Kisa
  - Parrocchia di Västra Eneby
  - Parrocchia di Tidersrum
  - Parrocchia di Horn parish
  - Parrocchia di Hycklinge

## Diocesi di Skara

Mappa della Diocesi di Skara

Elenco delle parrocchie e dei decanati della Diocesi di Skara.
- Decanato di Skara-Barne
  - Parrocchia della cattedrale di Skara
  - Parrocchia di Ardala
  - Parrocchia di Varnhem
  - Parrocchia di Eggby-Öglunda
  - Parrocchia di Axvall
  - Parrocchia di Vara
  - Parrocchia di Levene
  - Parrocchia di Ryda
  - Parrocchia di Larv
  - Parrocchia di Vedum
  - Parrocchia di Kvänum
  - Parrocchia di Essunga
  - Parrocchia di Lekåsa-Barne Åsaka
  - Parrocchia di Främmestad-Bäreberg
  - Parrocchia di Tengene
  - Parrocchia di Trökörna
  - Parrocchia di Fridhem
  - Parrocchia di Särestad
  - Parrocchia di Flo
- Decanato di Väne
  - Parrocchia di Vänersborg and Väne-Ryr
  - Parrocchia di Västra Tunhem
  - Parrocchia di Gärdhem
  - Parrocchia di Åsaka-Björke
  - Parrocchia di Vänersnä
  - Parrocchia di Trollhättan
  - Parrocchia di Lextorp
  - Parrocchia di Götalunden
  - Parrocchia di Fors-Rommele
  - Parrocchia di Upphärad
- Decanato di Falköping
  - Parrocchia di Falköping
  - Parrocchia di Mösseberg
  - Parrocchia di Slöta-Karleby
  - Parrocchia di Åslebygden
  - Parrocchia di Yllestad
  - Parrocchia di Stenstorp
  - Parrocchia di Hornborga
  - Parrocchia di Dala-Borgunda-Högstena
  - Parrocchia di Gudhem
  - Parrocchia di Floby
  - Parrocchia di Kinneved
  - Parrocchia di Åsarp
- Decanato di Hökensås
  - Parrocchia di Mullsjö-Sandhem
  - Parrocchia di Habo
  - Parrocchia di Gustav Adolf
  - Parrocchia di Brandstorp
  - Parrocchia di Tidaholm
  - Parrocchia di Hökensås
  - Parrocchia di Fröjered
  - Parrocchia di Valstad
  - Parrocchia di Varv
- Decanato di Kålland-Kinne
  - Parrocchia di Lidköping
  - Parrocchia di Sunnersberg
  - Parrocchia di Örslösa
  - Parrocchia di Kållands-Råda
  - Parrocchia di Sävare
  - Parrocchia di Järpå
  - Parrocchia di Götene
  - Parrocchia di Kinnekulle
  - Parrocchia di Källby
  - Parrocchia di Husaby
  - Parrocchia di Kleva-Sil
  - Parrocchia di Ledsjö
- Decanato di Kåkind
  - Parrocchia di Hjo
  - Parrocchia di Mdialla
  - Parrocchia di Fågelå
  - Parrocchia di Korsberga-Fridene
  - Parrocchia di Tibro
  - Parrocchia di Ransberg
  - Parrocchia di Karlsborg
  - Parrocchia di Mölltorp
  - Parrocchia di Brevik
  - Parrocchia di Undenä
- Decanato di Vadsbo
  - Parrocchia di Amnehärad
  - Parrocchia di Lyrestad
  - Parrocchia di Finnerödja-Tived
  - Parrocchia di Töreboda
  - Parrocchia di Fredsberg-Bäck
  - Parrocchia di Fägre
  - Parrocchia di Hova-Älgarå
  - Parrocchia di Mariestad
  - Parrocchia di Ullervad
  - Parrocchia di Lugnå
- Decanato di Billing
  - Parrocchia di Skövde
  - Parrocchia di Ryd
  - Parrocchia di Våmb
  - Parrocchia di Skultorp
  - Parrocchia di Värsås-Varola-Vreten
  - Parrocchia di Sventorp-Forsby
  - Parrocchia di Väring
  - Parrocchia di Frösve
  - Parrocchia di Berg
  - Parrocchia di Götlunda
- Decanato di Redväg
  - Parrocchia di Norra Mo
  - Parrocchia di Ulricehamn
  - Parrocchia di Timmele
  - Parrocchia di Hössna
  - Parrocchia di Norra Hestra
  - Parrocchia di Redväg
  - Parrocchia di Södra Ving
  - Parrocchia di Hällstad
  - Parrocchia di Åsunden
- Decanato di Ås
  - Parrocchia di Borås Caroli
  - Parrocchia di Borås Gustav Adolf
  - Parrocchia di Brämhult
  - Parrocchia di Fristad
  - Parrocchia di Toarp
  - Parrocchia di Rångedala
  - Parrocchia di Äspered
  - Parrocchia di Sandhult
  - Parrocchia di Bredared
- Decanato di Kulling
  - Parrocchia di Alingså
  - Parrocchia di Ödenä
  - Parrocchia di Hemsjö
  - Parrocchia di Algutstorp
  - Parrocchia di Lena parish
  - Parrocchia di Hol
  - Parrocchia di Nårunga
  - Parrocchia di Asklanda
  - Parrocchia di Bjärke
  - Parrocchia di Herrljunga
  - Parrocchia di Herrljunga landsbygdsparish
  - Parrocchia di Hov
  - Parrocchia di Östra Gäsene
  - Parrocchia di Hudene

## Diocesi di Strängnäs

Mappa della Diocesi di Strängnäs

Elenco delle parrocchie e dei decanati della Diocesi di Strängnäs
- Parrocchia della cattedrale decanato di Strängnäs
  - Parrocchia della cattedrale di Strängnäs con Aspö
  - Parrocchia di Mariefred
  - Parrocchia di Vårfruberga-Härad
  - Parrocchia di Stallarholmen
  - Parrocchia di Åker-Länna
  - Parrocchia di Daga
  - Parrocchia di Frustuna
- Decanato di Oppunda and Villåttinge
  - Parrocchia di Katrineholmsbygden
  - Parrocchia di Västra Vingåker
  - Parrocchia di Österåker
  - Parrocchia di Björkvik
  - Parrocchia di Flen, Helgesta-Hyltinge
  - Parrocchia di Dunker-Lilla Malma
  - Parrocchia di Mellösa
  - Parrocchia di Bettna
- Decanato di Nyköping
  - Parrocchia di Kiladalen
  - Parrocchia di Nyköping Saint Nicolai
  - Parrocchia di Nyköping Alla Helgona
  - Parrocchia di Oxelösund
  - Parrocchia di Stigtomta-Vrena
  - Parrocchia di Tunaberg
  - Parrocchia di Rönö
  - Parrocchia di Tystbergabygden
- Decanato di Södertälje
  - Parrocchia di Enhörna
  - Parrocchia di Hölö-Mörkö
  - Parrocchia di Södertälje
  - Parrocchia di Turinge-Taxinge
  - Parrocchia di Överjärna
  - Parrocchia di Ytterjärna
  - Parrocchia di Vårdinge
  - Parrocchia di Östertälje
  - Parrocchia di Trosa
- Decanato di Rekarne
  - Parrocchia di Eskilstuna
  - Parrocchia di Torshälla
  - Parrocchia di Hällby
  - Parrocchia di Västra Rekarne
  - Parrocchia di Husby-Rekarne
  - Parrocchia di Näshulta
  - Parrocchia di Kafjärden
  - Parrocchia di Stenkvista-Ärla
- Decanato di Örebro
  - Parrocchia di Almby
  - Parrocchia di Längbro
  - Parrocchia di Örebro Nikolai
  - Parrocchia di Örebro Olaus Petri
  - Parrocchia di Adolfsberg
  - Parrocchia di Mosjö-Täby
  - Parrocchia di Mikael
- Decanato di Glanshammar and Edsberg
  - Parrocchia di Axberg
  - Parrocchia di Glanshammar
  - Parrocchia di Tysslinge
  - Parrocchia di Edsberg
  - Parrocchia di Knista
  - Parrocchia di Ramundeboda
  - Parrocchia di Skagershult
  - Parrocchia di Viby
- Decanato di Kumla e Asker
  - Parrocchia di Askersund
  - Parrocchia di Hallsberg
  - Parrocchia di Hammar
  - Parrocchia di Kumla
  - Parrocchia di Hardemo
  - Parrocchia di Ekeby
  - Parrocchia di Lerbäck
  - Parrocchia di Snavlunda
  - Parrocchia di Asker
  - Parrocchia di Lännä
  - Parrocchia di Sköllersta
  - Parrocchia di Stora Mellösa
  - Parrocchia di Gällersta-Norrbyå
- Decanato di Nynäs
  - Parrocchia di Grödinge
  - Parrocchia di Nynäshamn
  - Parrocchia di Salem
  - Parrocchia di Sorunda
  - Parrocchia di Ösmo-Torö

## Diocesi di Västerås

Mappa della Diocesi di Västerås

Elenco delle parrocchie e dei decanati della Diocesi di Västerås.
- Parrocchia del decanato della cattedrale di Västerås
  - Parrocchia di Västerås cathedral
  - Parrocchia di Västerås Lundby
  - Parrocchia di Västerås Badelunda
  - Parrocchia di Skerike-Gideonsberg
  - Parrocchia di Dingtuna-Lillhärad
  - Parrocchia di Västerås-Barkarö
  - Parrocchia di Rytterne
  - Parrocchia di Kungsåra
  - Parrocchia di Norrbo
  - Parrocchia di Tillberga
  - Parrocchia di Önsta
- Decanato di Southern Västmanland
  - Parrocchia di Köpingsbygden
  - Parrocchia di Malma
  - Parrocchia di Arbogabygden
  - Parrocchia di Kungsör
  - Parrocchia di Hallstahammar-Berg
  - Parrocchia di Kolbäck-Säby
  - Parrocchia di Ramnä
  - Parrocchia di Sura
- Decanato di Bergslagen
  - Parrocchia di Fellingsbro
  - Parrocchia di Linde bergslag
  - Parrocchia di Guldsmedshyttan
  - Parrocchia di Näsby
  - Parrocchia di Nora bergslagsparish
  - Parrocchia di Ljusnarsberg
  - Parrocchia di Grythyttan
  - Parrocchia di Hällefors-Hjulsjö
- Decanato di Västerbergslagen
  - Parrocchia di Norrbärke
  - Parrocchia di Söderbärke
  - Parrocchia di Gränge-Säfsnä
  - Parrocchia di Ludvika
  - Parrocchia di Järna with Nås and Äppelbo
- Decanato di Northern Dalarna
  - Parrocchia di Mora
  - Parrocchia di Älvdalen
  - Parrocchia di Idre-Särna
  - Parrocchia di Orsa
  - Parrocchia di Malung
  - Parrocchia di Lima-Transtrand
- Decanato di Tuna
  - Parrocchia di Stora Tuna
  - Parrocchia di Torsång
  - Parrocchia di Säterbygden
  - Parrocchia di Hedemora-Garpenberg
  - Parrocchia di Husby
  - Parrocchia di Folkärna
  - Parrocchia di By
  - Parrocchia di Grytnä
  - Parrocchia di Avesta
- Decanato di Falu-Nedansiljan
  - Parrocchia di Falu Kristine
  - Parrocchia di Stora Kopparberg
  - Parrocchia di Aspeboda
  - Parrocchia di Grycksbo
  - Parrocchia di Vika-Hosjö
  - Parrocchia di Svärdsjö
  - Parrocchia di Enviken
  - Parrocchia di Sundborn
  - Parrocchia di Bjurså
  - Parrocchia di Leksand
  - Parrocchia di Djura
  - Parrocchia di Siljansnä
  - Parrocchia di Gagnef
  - Parrocchia di Mockfjärd
  - Parrocchia di Floda
  - Parrocchia di Ål
  - Parrocchia di Rättvik
  - Parrocchia di Boda
  - Parrocchia di Ore
- Decanato di Northern Västmanland
  - Parrocchia di Norberg-Karbenning
  - Parrocchia di Västanfors-Västervåla
  - Parrocchia di Skinnskatteberg con Hed e Gunnilbo
  - Parrocchia di Sala
  - Parrocchia di Norrby
  - Parrocchia di Möklinta
  - Parrocchia di Kumla
  - Parrocchia di Tärna
  - Parrocchia di Kila
  - Parrocchia di Västerfärnebo-Fläckebo

## Diocesi di Växjö

Mappa della Diocesi di Växjö

Elenco delle parrocchie e dei decanati della Diocesi di Växjö.
- Decanato di Eastern Värend
  - Parrocchia di Växjö cathedral
  - Parrocchia di Hemmesjö with Tegnaby
  - Parrocchia di Furuby
  - Parrocchia di Skogslyckan
  - Parrocchia di Öjaby
  - Parrocchia di Ör-Ormesberga
  - Parrocchia di Bergunda
  - Parrocchia di Öja
  - Parrocchia di Lammhults
  - Parrocchia di Teleborg
  - Parrocchia di Vederslöv-Dänningelanda
  - Parrocchia di Kalvsvik
  - Parrocchia di Tävelså
  - Parrocchia di Växjö Maria
  - Parrocchia di Tingså
  - Parrocchia di Väckelsång
  - Parrocchia di Södra Sandsjö
  - Parrocchia di Linneryd
  - Parrocchia di Älmeboda
  - Parrocchia di Urshult
  - Parrocchia di Almundsryd
  - Parrocchia di Hovmantorp
  - Parrocchia di Ljuder
  - Parrocchia di Lessebo
  - Parrocchia di Ekeberga
  - Parrocchia di Östra Torså
  - Parrocchia di Nöbbele
  - Parrocchia di Uråsa
  - Parrocchia di Jät
  - Parrocchia di Åseda
  - Parrocchia di Nottebäck
  - Parrocchia di Älghult
  - Parrocchia di Lenhovda-Herråkra
  - Parrocchia di Sjöså
  - Parrocchia di Dädesjö
  - Parrocchia di Söraby, Tolg and Tjureda
  - Parrocchia di Gårdsby
- Decanato di Allbo-Sunnerbo
  - Parrocchia di Göteryd
  - Parrocchia di Pjätteryd
  - Parrocchia di Hallaryd
  - Parrocchia di Traryd
  - Parrocchia di Hinneryd
  - Parrocchia di Markaryd
  - Parrocchia di Berga
  - Parrocchia di Vittaryd
  - Parrocchia di Dörarp
  - Parrocchia di Bolmsö
  - Parrocchia di Tannåker
  - Parrocchia di Ryssby
  - Parrocchia di Tutaryd
  - Parrocchia di Agunnaryd
  - Parrocchia di Södra Ljunga
  - Parrocchia di Ljungby
  - Parrocchia di Lidhult
  - Parrocchia di Odensjö
  - Parrocchia di Vrå
  - Parrocchia di Annerstad
  - Parrocchia di Torpa
  - Parrocchia di Ljungby Maria
  - Parrocchia di Angelstad
  - Parrocchia di Skatelöv
  - Parrocchia di Västra Torså
  - Parrocchia di Virestad
  - Parrocchia di Härlunda
  - Parrocchia di Moheda
  - Parrocchia di Slätthög
  - Parrocchia di Mistelå
  - Parrocchia di Alvesta
  - Parrocchia di Vislanda
  - Parrocchia di Blädinge
  - Parrocchia di Stenbrohult
  - Parrocchia di Älmhult
- Decanato di Tveta
  - Parrocchia di Jönköpings Kristina-Ljungarum
  - Parrocchia di Jönköpings Sdiia-Järstorp
  - Parrocchia di Rogberga-Öggestorp
  - Parrocchia di Bankeryd
  - Parrocchia di Norrahammar
  - Parrocchia di Månsarp
  - Parrocchia di Barnarp
  - Parrocchia di Ödestugu
- Decanato di Vista
  - Parrocchia di Gränna
  - Parrocchia di Visingsö
  - Parrocchia di Skärstad-Ölmstad
  - Parrocchia di Lekeryd
  - Parrocchia di Huskvarna
  - Parrocchia di Hakarp
- Decanato di Östbo-Västbo
  - Parrocchia di Forshedabygden
  - Parrocchia di Gislaved
  - Parrocchia di Våthult
  - Parrocchia di Bosebo
  - Parrocchia di Reftele
  - Parrocchia di Å
  - Parrocchia di Kållerstad
  - Parrocchia di Anderstorp
  - Parrocchia di Kävsjö
  - Parrocchia di Åsenhöga
  - Parrocchia di Källeryd
  - Parrocchia di Gnosjö
  - Parrocchia di Bredaryd
  - Parrocchia di Kulltorp
  - Parrocchia di Långaryd
  - Parrocchia di Unnaryd
  - Parrocchia di Färgaryd
  - Parrocchia di Femsjö
  - Parrocchia di Burseryd
  - Parrocchia di Södra Hestra
  - Parrocchia di Gryteryd
  - Parrocchia di Villstad
  - Parrocchia di Rydaholm
  - Parrocchia di Voxtorp
  - Parrocchia di Gällaryd
  - Parrocchia di Tånnö
  - Parrocchia di Värnamo
  - Parrocchia di Nydala-Fryele
  - Parrocchia di Tditeryd
  - Parrocchia di Åker
  - Parrocchia di Hagshult
  - Parrocchia di Byarum-Bondstorp
  - Parrocchia di Svenarum
- Decanato di Njudung
  - Parrocchia di Alseda
  - Parrocchia di Vetlanda
  - Parrocchia di Näsby
  - Parrocchia di Björkö
  - Parrocchia di Nävelsjö
  - Parrocchia di Lannaskede
  - Parrocchia di Bäckseda
  - Parrocchia di Korsberga
  - Parrocchia di Nye, Näshult and Stenberga
  - Parrocchia di Norra Sandsjö
  - Parrocchia di Bringetdita
  - Parrocchia di Malmbäck
  - Parrocchia di Almesåkra
  - Parrocchia di Sävsjö
  - Parrocchia di Vrigstad-Hylletdita
  - Parrocchia di Stockaryd
  - Parrocchia di Hultsjö
  - Parrocchia di Hjälmseryd
  - Parrocchia di Nässjö
  - Parrocchia di Barkeryd-Forserum
- Decanato di Kalmar-Öland
  - Parrocchia di Kalmar cathedral
  - Parrocchia di Kalmar Saint John
  - Parrocchia di Heliga Korset
  - Parrocchia di Saint Birgitta
  - Parrocchia di Två systrar
  - Parrocchia di Dörby
  - Parrocchia di Hossmo
  - Parrocchia di Ryssby
  - Parrocchia di Åby
  - Parrocchia di Förlösa-Kläckeberga
  - Parrocchia di Ljungby
  - Parrocchia di Arby-Hagby
  - Parrocchia di Halltorp-Voxtorp
  - Parrocchia di Karlslunda-Mortorp
  - Parrocchia di Torslunda
  - Parrocchia di Glömminge
  - Parrocchia di Algutsrum
  - Parrocchia di Norra Möckleby, Sandby and Gårdby
  - Parrocchia di Mörbylånga-Kastlösa
  - Parrocchia di Resmo-Vickleby
  - Parrocchia di Hulterstad-Stenåsa
  - Parrocchia di Sydöland
  - Parrocchia di Nordöland
  - Parrocchia di Köpingsvik
  - Parrocchia di Föra-Alböke-Löt
  - Parrocchia di Borgholm
  - Parrocchia di Gärdslösa, Långlöt e Runsten
  - Parrocchia di Räpplinge-Högsrum
- Decanato di Stranda-Möre
  - Parrocchia di Ålem
  - Parrocchia di Mönsterå
  - Parrocchia di Fliseryd
  - Parrocchia di Döderhult
  - Parrocchia di Oskarshamn
  - Parrocchia di Högsby
  - Parrocchia di Fågelfors
  - Parrocchia di Långemåla
  - Parrocchia di Fagerhult
  - Parrocchia di Söderåkra
  - Parrocchia di Torså
  - Parrocchia di Gullabo
  - Parrocchia di Emmaboda
  - Parrocchia di Långasjö
  - Parrocchia di Vissefjärda
  - Parrocchia di Algutsboda
  - Parrocchia di Nybro-Saint Sigfrid
  - Parrocchia di Madesjö
  - Parrocchia di Örsjö
  - Parrocchia di Oskar
  - Parrocchia di Hälleberga
  - Parrocchia di Bäckebo
  - Parrocchia di Kråksmåla
  - Parrocchia di Kristvalla

## Diocesi di Lund

Mappa della Diocesi di Lund

Elenco delle parrocchie e dei decanati della Diocesi di Lund
- Decanato di Torna
  - Parrocchia di Lund cathedral
  - Parrocchia di Lund Allhelgona
  - Parrocchia di Saint Peters cloister
  - Dalby
  - Parrocchia di Södra Sandby
  - Parrocchia di Torn
  - Parrocchia di Veberöd
  - Parrocchia di Genarp
  - Parrocchia di Helgeand
  - Parrocchia di Eastern Lund city
  - Parrocchia di Norra Nöbbelöv
- Decanato di Skytt
  - Parrocchia di Vellinge-Månstorp
  - Parrocchia di Trelleborg
  - Parrocchia di Höllviken
  - Parrocchia di Dalköpinge
  - Parrocchia di Hammarlöv
  - Parrocchia di Källstorp
  - Parrocchia di Anderslöv
  - Parrocchia di Skanör-Falsterbo
- Decanato di Bara
  - Parrocchia di Svedala
  - Parrocchia di Värby
  - Parrocchia di Burlöv
  - Parrocchia di Uppåkra
  - Parrocchia di Saint Staffan
  - Parrocchia di Lomma
  - Parrocchia di Bjärred
- Decanato di Vemmenhög, Ljunit, Herrestad and Fär
  - Parrocchia di Skurup
  - Parrocchia di Villie
  - Parrocchia di Skivarp
  - Parrocchia di Ljunit
  - Parrocchia di Ystad
  - Parrocchia di Sövestadsbygden
  - Parrocchia di Stora Köpinge
  - Parrocchia di Löderup
  - Parrocchia di Blentarp
  - Parrocchia di Lövestad
  - Parrocchia di Sjöbo
  - Parrocchia di Vollsjö
- Decanato di Frosta
  - Parrocchia di Västerstad
  - Parrocchia di Hörby
  - Parrocchia di Löberöd
  - Parrocchia di Höör
  - Parrocchia di Ringsjö
  - Parrocchia di Reslöv-Östra Karaby
  - Parrocchia di Östra Onsjö
  - Parrocchia di Eslöv
- Decanato di Rönneberg
  - Parrocchia di Landskrona
  - Parrocchia di Svalövsbygden
  - Parrocchia di Billeberga-Sireköpinge
  - Parrocchia di Häljarp
  - Parrocchia di Löddebygden
  - Parrocchia di Kågeröd-Röstånga
  - Parrocchia di Lackalänga-Stävie
  - Parrocchia di Västra Karaby
  - Parrocchia di Dagstorp
  - Parrocchia di Hditerup
  - Parrocchia di Teckomatorp
  - Parrocchia di Kävlinge
- Decanato di Luggude
  - Parrocchia di Allerum
  - Parrocchia di Fleninge
  - Parrocchia di Välinge-Kattarp
  - Parrocchia di Väsby
  - Parrocchia di Viken
  - Parrocchia di Höganä
  - Parrocchia di Brunnby
  - Parrocchia di Farhult-Jonstorp
  - Parrocchia di Kropp
  - Parrocchia di Bjuv
  - Parrocchia di Ekeby
- Decanato di Helsingborg
  - Parrocchia di Helsingborg Maria
  - Parrocchia di Helsingborg Gustav Adolf
  - Parrocchia di Rau
  - Parrocchia di Kvistdita
  - Parrocchia di Filborna
- Decanato di Österlen
  - Parrocchia di Kivik
  - Parrocchia di Borrby-Östra Hoby
  - Parrocchia di Hammenhög
  - Parrocchia di Stiby
  - Parrocchia di Simrishamn
  - Parrocchia di Saint Oldi
  - Parrocchia di Rörum
  - Parrocchia di Smedstorp
  - Parrocchia di Tomelillabygden
  - Parrocchia di Brösarp-Tranå
- Decanato di Åsbo
  - Parrocchia di Björnekulla-Västra Broby
  - Parrocchia di Kvidinge
  - Parrocchia di Östra Ljungby
  - Parrocchia di Klippan
  - Parrocchia di Riseberga-Färingtdita
  - Parrocchia di Perstorp
  - Parrocchia di Örkelljunga
  - Parrocchia di Rya
  - Parrocchia di Skånes-Fagerhult
- Decanato di Bjäre
  - Parrocchia di Västra Karup-Hov
  - Parrocchia di Torekov
  - Parrocchia di Förslöv-Grevie
  - Parrocchia di Barkåkra
  - Parrocchia di Hjärnarp-Tåstarp
  - Parrocchia di Båstad-Östra Karup
  - Parrocchia di Munka Ljungby
  - Parrocchia di Ängelholm
  - Parrocchia di Strövelstorp
- Decanato di Västra Göinge
  - Parrocchia di Vinslöv
  - Parrocchia di Sösdala
  - Parrocchia di Tyringe
  - Parrocchia di Röke
  - Parrocchia di Västra Torup
  - Parrocchia di Norra Åkarp
  - Parrocchia di Vankiva
  - Parrocchia di Vittsjö
  - Parrocchia di Verum
  - Parrocchia di Stoby
  - Parrocchia di Hässleholm
  - Parrocchia di Hästveda
  - Parrocchia di Farstorp
- Decanato di Östra Göinge
  - Parrocchia di Östra Broby
  - Parrocchia di Emmislöv
  - Parrocchia di Glimåkra
  - Parrocchia di Örkened
  - Parrocchia di Osby-Visseltdita
  - Parrocchia di Loshult
  - Parrocchia di Hjärså
  - Parrocchia di Knislinge-Gryt
  - Parrocchia di Kviinge
- Decanato di Villand and Gärd
  - Parrocchia di Kristianstads Heliga Trefaldighet
  - Parrocchia di Norra Åsum
  - Parrocchia di Ivetdita-Gualöv
  - Parrocchia di Åhus
  - Parrocchia di Nosaby
  - Parrocchia di Oppmanna
  - Parrocchia di Vånga
  - Parrocchia di Fjälkinge-Nymö
  - Parrocchia di Gustav Adolf-Rinkaby
  - Parrocchia di Bäckaskog
  - Parrocchia di Näsum
  - Parrocchia di Västra and Östra Vram
  - Parrocchia di Linderöd
  - Parrocchia di Äsphult
  - Parrocchia di Everödsbygden
  - Parrocchia di Degeberga
  - Parrocchia di Vä-Skepparslöv
  - Parrocchia di Träne-Djurröd
  - Parrocchia di Köpinge
  - Parrocchia di Araslöv
- Decanato di Karlskrona-Ronneby
  - Parrocchia di Karlskrona admiralty
  - Parrocchia di Karlskrona city
  - Parrocchia di Aspö
  - Parrocchia di Jämjö
  - Parrocchia di Ramdala
  - Parrocchia di Sturkö
  - Parrocchia di Kristianopel
  - Parrocchia di Torhamn
  - Parrocchia di Lyckå
  - Parrocchia di Nättraby-Hasslö
  - Parrocchia di Fridlevstad
  - Parrocchia di Rödeby
  - Parrocchia di Ronneby
  - Parrocchia di Bräkne-Hoby
- Decanato di Lister and Bräkne
  - Parrocchia di Karlshamn
  - Parrocchia di Asarum
  - Parrocchia di Ringamåla
  - Parrocchia di Hällaryd
  - Parrocchia di Åryd
  - Parrocchia di Mörrum-Elleholm
  - Parrocchia di Mjällby
  - Parrocchia di Gammalstorp-Ysane
  - Parrocchia di Jämshög
  - Parrocchia di Kyrkhult
  - Parrocchia di Sölvesborg
- Decanato di Southern Malmö
  - Parrocchia di Slottsstaden
  - Parrocchia di Limhamn
  - Parrocchia di Hyllie
  - Parrocchia di Bunkeflo
  - Parrocchia di Kulladal
  - Parrocchia di Tygelsjö-Västra Klagstorp
  - Parrocchia di Fosie
  - Parrocchia di Oxie
- Decanato di Northern Malmö
  - Parrocchia di Malmö Saint Peter
  - Parrocchia di Malmö Saint Paul
  - Parrocchia di Malmö Saint John
  - Parrocchia di Möllevången-Sdiielund
  - Parrocchia di Eriksfält
  - Parrocchia di Västra Skrävlinge
  - Parrocchia di Kirseberg
  - Parrocchia di Husie and Södra Sallerup

## Diocesi di Gothenburg

Mappa della Diocesi di Gothenburg

Elenco delle parrocchie e dei decanati della Diocesi di Gothenburg.
- Parrocchia del decanato della cattedrale di Gothenburg
  - Parrocchia di Gothenburg cathedral
  - Parrocchia di German Christinae
  - Parrocchia di Gothenburg Vasa
  - Parrocchia di Gothenburg Johanneberg
  - Parrocchia di Gothenburg Haga
  - Parrocchia di Gothenburg Annedal
  - Parrocchia di Gothenburg Masthugg
  - Parrocchia di Gothenburg Oscar Fredrik
- Decanato di Älvsborg
  - Parrocchia di Gothenburg Carl Johan
  - Parrocchia di Västra Frölunda
  - Parrocchia di Högsbo
  - Parrocchia di Älvsborg
  - Parrocchia di Tynnered
  - Parrocchia di Askim
  - Parrocchia di Styrsö
  - Parrocchia di Näset
- Decanato di Nylöse
  - Parrocchia di Gothenburg Saint Paul
  - Parrocchia di Nylöse
  - Parrocchia di Bergsjön
  - Parrocchia di Kortedala
  - Parrocchia di Härlanda
  - Parrocchia di Örgryte
  - Parrocchia di Angered
  - Parrocchia di Bergum
  - Parrocchia di Gunnared
  - Parrocchia di Björkekärr
- Decanato di Hising
  - Parrocchia di Lundby
  - Parrocchia di Backa
  - Parrocchia di Tuve-Säve
  - Parrocchia di Öckerö
  - Parrocchia di Torslanda-Björlanda
- Decanato di Göta Älvdalen
  - Parrocchia di Kungälv
  - Parrocchia di Ytterby
  - Parrocchia di Romelanda
  - Parrocchia di Kareby
  - Parrocchia di Torsby
  - Parrocchia di Harestad
  - Parrocchia di Lycke
  - Parrocchia di Marstrand
  - Parrocchia di Solberga
  - Parrocchia di Jörlanda
  - Parrocchia di Hålta
  - Parrocchia di Fuxerna-Åsbräcka
  - Parrocchia di Hjärtum
  - Parrocchia di Västerlanda
  - Parrocchia di Starrkärr-Kilanda
  - Parrocchia di Nödinge
  - Parrocchia di Skepplanda-Hålanda
  - Parrocchia di Lödöse
- Decanato di Uddevalla
  - Parrocchia di Ljungskile
  - Parrocchia di Uddevalla
  - Parrocchia di Lane-Ryr
  - Parrocchia di Herrestad
  - Parrocchia di Bäve
  - Parrocchia di Bokenäset
- Decanato di Stenungsund
  - Parrocchia di Stenkyrka
  - Parrocchia di Klövedal
  - Parrocchia di Valla
  - Parrocchia di Rönnäng
  - Parrocchia di Morlanda
  - Parrocchia di Tegneby
  - Parrocchia di Röra
  - Parrocchia di Stala
  - Parrocchia di Myckleby
  - Parrocchia di Långelanda
  - Parrocchia di Torp
  - Parrocchia di Spekeröd-Ucklum
  - Parrocchia di Norum
  - Parrocchia di Ödsmål
- Decanato di Northern Bohuslän
  - Parrocchia di Fo
  - Parrocchia di Sörbygden
  - Parrocchia di Svarteborg-Bärfendal
  - Parrocchia di Bro
  - Parrocchia di Brastad
  - Parrocchia di Lysekil
  - Parrocchia di Lyse
  - Parrocchia di Skaftö
  - Parrocchia di Tossene
  - Parrocchia di Hunnebostrand
  - Parrocchia di Södra Sotenä
  - Parrocchia di Kville
  - Parrocchia di Fjällbacka
  - Parrocchia di Bottna
  - Parrocchia di Svenneby
  - Parrocchia di Tanum
  - Parrocchia di Lur
  - Parrocchia di Naverstad-Mo
  - Parrocchia di Strömstad
  - Parrocchia di Skee-Tjärnö
  - Parrocchia di Idefjorden
- Decanato di Partille and Lerum
  - Parrocchia di Stora Lundby
  - Parrocchia di Östad
  - Parrocchia di Skallsjö
  - Parrocchia di Lerum
  - Parrocchia di Partille
  - Parrocchia di Sävedalen
- Decanato di Mark and Bollebygd
  - Parrocchia di Sätila
  - Parrocchia di Hyssna
  - Parrocchia di Fritsla-Skephult
  - Parrocchia di Kinnarumma
  - Parrocchia di Seglora
  - Parrocchia di Örby-Skene
  - Parrocchia di Kinna
  - Parrocchia di Västra Mark
  - Parrocchia di Istorp
  - Parrocchia di Öxnevalla
  - Parrocchia di Horred
  - Parrocchia di Torestorp
  - Parrocchia di Öxabäck
  - Parrocchia di Älekulla
  - Parrocchia di Bollebygd
  - Parrocchia di Töllsjö
  - Parrocchia di Björketorp
- Decanato di Kind
  - Parrocchia di Mjöbäck
  - Parrocchia di Holsljunga
  - Parrocchia di Svenljungabygden
  - Parrocchia di Sexdrega
  - Parrocchia di Länghem
  - Parrocchia di Dannike
  - Parrocchia di Månstad
  - Parrocchia di Södra Åsarp
  - Parrocchia di Dalstorp
  - Parrocchia di Tranemo
  - Parrocchia di Mossebo
  - Parrocchia di Ambjörnarp
  - Parrocchia di Sjötdita
  - Parrocchia di Kindaholm
- Decanato di Kungsbacka
  - Parrocchia di Tölö
  - Parrocchia di Älvsåker
  - Parrocchia di Vallda
  - Parrocchia di Släp
  - Parrocchia di Onsala
  - Parrocchia di Kungsbacka-Hanhal
  - Parrocchia di Fjärås-Förlanda
  - Parrocchia di Frilleså
  - Parrocchia di Gällinge
  - Parrocchia di Idala
  - Parrocchia di Ölmevalla
  - Parrocchia di Landa
- Decanato di Varberg
  - Parrocchia di Varberg
  - Parrocchia di Lindberga
  - Parrocchia di Träslöv
  - Parrocchia di Himledalen
  - Parrocchia di Tvååker
  - Parrocchia di Spannarp
  - Parrocchia di Sibbarp-Dagså
  - Parrocchia di Värö
  - Parrocchia di Stråvalla
  - Parrocchia di Veddige-Kungsäter
- Decanato di Falkenberg
  - Parrocchia di Morup
  - Parrocchia di Falkenberg
  - Parrocchia di Skrea
  - Parrocchia di Vinberg-Ljungby
  - Parrocchia di Fagered
  - Parrocchia di Källsjö
  - Parrocchia di Ullared
  - Parrocchia di Älvsered
  - Parrocchia di Gunnarp
  - Parrocchia di Gällared
  - Parrocchia di Krogsered
  - Parrocchia di Vessige
  - Parrocchia di Okome
  - Parrocchia di Susedalen
  - Parrocchia di Torup
  - Parrocchia di Kinnared
  - Parrocchia di Drängsered
  - Parrocchia di Stafsinge
- Decanato di Halmstad and Laholm
  - Parrocchia di Getinge-Rävinge
  - Parrocchia di Harplinge
  - Parrocchia di Steninge
  - Parrocchia di Söndrum-Vapnö
  - Parrocchia di Saint Nikolai
  - Parrocchia di Martin Luther
  - Parrocchia di Snöstorp
  - Parrocchia di Slättåkra-Kvibille
  - Parrocchia di Enslöv
  - Parrocchia di Oskarström
  - Parrocchia di Laholm
  - Parrocchia di Skummeslöv
  - Parrocchia di Veinge-Tjärby
  - Parrocchia di Knäred
  - Parrocchia di Hishult
  - Parrocchia di Ränneslöv-Ysby
  - Parrocchia di Hasslöv-Våxtorp
- Decanato di Mölndal
  - Parrocchia di Fässberg
  - Parrocchia di Råda
  - Parrocchia di Landvetter
  - Parrocchia di Härryda
  - Parrocchia di Kållered
  - Parrocchia di Stensjön
  - Parrocchia di Lindome

## Diocesi di Karlstad

Mappa della Diocesi di Karlstad

Elenco delle parrocchie e dei decanati della Diocesi di Karlstad.
- Parrocchia del decanato della cattedrale di Karlstad
  - Parrocchia di Karlstad cathedral
  - Parrocchia di Norrstrand
  - Parrocchia di Stora Kil
  - Parrocchia di Frykerud
  - Parrocchia di Boda
  - Parrocchia di Grava
  - Parrocchia di Forshaga-Munkfors
  - Parrocchia di Hammarö
  - Parrocchia di Väse-Fågelvik
  - Parrocchia di Västerstrand
  - Parrocchia di Alster-Nyedsbygden
- Decanato di Eastern Värmland
  - Parrocchia di Karlskoga
  - Parrocchia di Degerfors-Nysund
  - Parrocchia di Kristinehamn
  - Parrocchia di Ölme
  - Parrocchia di Visnum
  - Parrocchia di Visnums-Kil
  - Parrocchia di Rudskoga
  - Parrocchia di Filipstad
  - Parrocchia di Storfors
- Decanato di Fryksdal and Älvdal
  - Parrocchia di Sunne
  - Parrocchia di Östra Ämtervik
  - Parrocchia di Västra Ämtervik
  - Parrocchia di Gräsmark
  - Parrocchia di Fryksände
  - Parrocchia di Lekvattnet
  - Parrocchia di Östmark
  - Parrocchia di Vitsand
  - Parrocchia di Lysvik
  - Parrocchia di Ekshärad
  - Parrocchia di Norra Råda-Sunnemo
  - Parrocchia di Hagfors-Gustav Adolf
  - Parrocchia di Övre Älvdal
- Decanato di Jösse
  - Parrocchia di Arvika Västra
  - Parrocchia di Arvika Östra
  - Parrocchia di Älgå
  - Parrocchia di Ny
  - Parrocchia di Gunnarskog
  - Parrocchia di Köla
  - Parrocchia di Järnskog-Skillingmark
  - Parrocchia di Eda
  - Parrocchia di Brunskog
  - Parrocchia di Mangskog
  - Parrocchia di Stavnäs-Högerud
  - Parrocchia di Glava
- Decanato di Nordmark
  - Parrocchia di Holmedal-Karlanda
  - Parrocchia di Töcksmark
  - Parrocchia di Östervallskog
  - Parrocchia di Västra Fågelvik
  - Parrocchia di Silbodal
  - Parrocchia di Blomskog
  - Parrocchia di Trankil
  - Parrocchia di Sillerud
- Decanato di Nor
  - Parrocchia di Nor-Segerstad
  - Parrocchia di Grum
  - Parrocchia di Värmskog
  - Parrocchia di Ed-Borgvik
  - Parrocchia di Säffle
  - Parrocchia di Tveta parish
  - Parrocchia di Södra Värmlandsnä
  - Parrocchia di Gillberga
  - Parrocchia di Kila
  - Parrocchia di Svanskog
  - Parrocchia di Långserud
  - Parrocchia di Bro
  - Parrocchia di Ny-Huggenä
- Decanato di Northern Dals
  - Parrocchia di Steneby-Tisselskog
  - Parrocchia di Bäcke-Ödskölt
  - Parrocchia di Ärtemark
  - Parrocchia di Laxarby-Vårvik
  - Parrocchia di Torrskog
  - Parrocchia di Åmål
  - Parrocchia di Dals-Ed
- Decanato di Southern Dals
  - Parrocchia di Holm
  - Parrocchia di Skållerud
  - Parrocchia di Ör
  - Parrocchia di Bolstad
  - Parrocchia di Frändefors
  - Parrocchia di Brålanda
  - Parrocchia di Sundals-Ryr
  - Parrocchia di Gestad
  - Parrocchia di Högsäter
  - Parrocchia di Rännelanda-Lerdal
  - Parrocchia di Järbo-Råggärd
  - Parrocchia di Färgelanda

## Diocesi di Härnösand

Mappa della Diocesi di Härnösand

Elenco delle parrocchie e dei decanati della Diocesi di Härnösand.
- Decanato di Härnösand-Kramfors
  - Parrocchia cattedrale di Härnösand
  - Parrocchia di Säbrå
  - Parrocchia di Häggdånger
  - Parrocchia di Hemsö
  - Parrocchia di Stigsjö
  - Parrocchia di Viksjö
  - Parrocchia di Högsjö
  - Parrocchia di Nordingrå
  - Parrocchia di Ullånger
  - Parrocchia di Vibyggerå
  - Parrocchia di Nora-Skog
  - Parrocchia di Gudmundrå
  - Parrocchia di Ytterlännäs
  - Parrocchia di Torsåker
  - Parrocchia di Dal
  - Parrocchia di Bjärtrå
  - Parrocchia di Styrnä
- Decanato di Sollefteå
  - Parrocchia di Sollefteå
  - Parrocchia di Multrå-Sånga
  - Parrocchia di Boteå
  - Parrocchia di Överlännä
  - Parrocchia di Långsele
  - Parrocchia di Graninge
  - Parrocchia di Helgum
  - Parrocchia di Ramsele-Edsele
  - Parrocchia di Ådals-Liden
  - Parrocchia di Junsele
  - Parrocchia di Resele
  - Parrocchia di Ed
- Decanato di Örnsköldsvik
  - Parrocchia di Själevad
  - Parrocchia di Mo
  - Parrocchia di Björna
  - Parrocchia di Örnsköldsvik
  - Parrocchia di Arnä
  - Parrocchia di Gideå
  - Parrocchia di Trehörningsjö
  - Parrocchia di Grundsunda
  - Parrocchia di Nätra
  - Parrocchia di Sidensjö
  - Parrocchia di Anundsjö
  - Parrocchia di Skorped
- Decanato di Medelpad
  - Parrocchia di Skön
  - Parrocchia di Alnö
  - Parrocchia di Timrå
  - Parrocchia di Sundsvall Gustav Adolf
  - Parrocchia di Skönsmon
  - Parrocchia di Njurunda
  - Parrocchia di Selånger
  - Parrocchia di Hässjö
  - Parrocchia di Tynderö
  - Parrocchia di Ljustorp
  - Parrocchia di Indal
  - Parrocchia di Sättna
  - Parrocchia di Liden
  - Parrocchia di Holm
  - Parrocchia di Torp
  - Parrocchia di Borgsjö-Haverö
  - Parrocchia di Stöde
  - Parrocchia di Tuna
  - Parrocchia di Attmar
- Decanato di Östersund
  - Parrocchia di Brunflo
  - Parrocchia di Marieby
  - Parrocchia di Lockne
  - Parrocchia di Näs
  - Parrocchia di Östersund
  - Parrocchia di Frösö
  - Parrocchia di Sunne
  - Parrocchia di Norderö
  - Parrocchia di Häggenås-Lit-Kyrkå
- Decanato di Bräcke-Ragunda
  - Parrocchia di Ragunda
  - Parrocchia di Fors
  - Parrocchia di Borgvattnet
  - Parrocchia di Hällesjö-Håsjö
  - Parrocchia di Stugun
  - Parrocchia di Revsund, Sundsjö, Bodsjö
  - Parrocchia di Bräcke-Nyhem
- Decanato di Krokom-Åre-Strömsund
  - Parrocchia di Undersåker
  - Parrocchia di Kall
  - Parrocchia di Västra Storsjöbygden
  - Parrocchia di Åre
  - Parrocchia di Föllingebygden
  - Parrocchia di Rödön
  - Parrocchia di Näskott
  - Parrocchia di Aspå
  - Parrocchia di Å
  - Parrocchia di Diferdal
  - Parrocchia di Alsen
  - Parrocchia di Ström-Alanä
  - Parrocchia di Bodum
  - Parrocchia di Fjällsjö
  - Parrocchia di Gåxsjö
  - Parrocchia di Hammerdal
  - Parrocchia di Tåsjö
  - Parrocchia di Frostviken
- Decanato di Berg-Härjedalen
  - Parrocchia di Svegsbygden
  - Parrocchia di Hedebygden
  - Parrocchia di Tännäs-Ljusnedal
  - Parrocchia di Ytterhogdal
  - Parrocchia di Berg
  - Parrocchia di Hackå
  - Parrocchia di Oviken-Myssjö
  - Parrocchia di Rätan-Klövsjö
  - Parrocchia di Åsarne

## Diocesi di Luleå

Mappa della Diocesi di Luleå

Elenco delle parrocchie e dei decanati della Diocesi di Luleå.
- Decanato di Southern Västerbotten
  - Parrocchia di Nordmaling
  - Parrocchia di Bjurholm
  - Parrocchia di Hörnefors
  - Parrocchia di Vindeln
  - Parrocchia di Sävar-Holmön
  - Parrocchia di Vännä
  - Parrocchia di Holmsund
  - Parrocchia di Bygdeå
- Decanato di Umeå
  - Parrocchia di Umeå landsparish
  - Parrocchia di Tavelsjö
  - Parrocchia di Umeå city
  - Parrocchia di Ålidhem
  - Parrocchia di Teg
  - Parrocchia di Umeå Maria
- Decanato di Skellefteå
  - Parrocchia di Skellefteå landsparish
  - Parrocchia di Norsjö
  - Parrocchia di Byske-Fällfors
  - Parrocchia di Skellefteå Saint Olov
  - Parrocchia di Skellefteå Saint Örjan
  - Parrocchia di Kågedalen
  - Parrocchia di Jörn-Boliden
  - Parrocchia di Lövånger
  - Parrocchia di Burträsk
  - Parrocchia di Bureå
- Decanato di Piteå
  - Parrocchia di Piteå
  - Parrocchia di Älvsby
  - Parrocchia di Norrfjärden
  - Parrocchia di Hortlax
  - Parrocchia di Arvidsjaur
  - Parrocchia di Arjeplog
- Decanato di Luleå
  - Parrocchia di Nederluleå
  - Parrocchia di Överluleå
  - Parrocchia di Sävast
  - Parrocchia di Gunnarsbyn
  - Parrocchia di Edefors
  - Parrocchia di Luleå cathedral
  - Parrocchia di Råneå
- Decanato di Kalix-Torneå
  - Parrocchia di Nederkalix
  - Parrocchia di Överkalix
  - Parrocchia di Töre
  - Parrocchia di Haparanda
  - Parrocchia di Övertorneå
  - Parrocchia di Pajala
- Decanato di Southern Lappland
  - Parrocchia di Lycksele
  - Parrocchia di Dorotea-Risbäck
  - Parrocchia di Sorsele
  - Parrocchia di Stensele
  - Parrocchia di Vilhelmina
  - Parrocchia di Tärna
  - Parrocchia di Malå
  - Parrocchia di Åsele-Fredrika
- Decanato di Northern Lappland
  - Parrocchia di Jukkasjärvi
  - Parrocchia di Vittangi
  - Parrocchia di Karesuando
  - Parrocchia di Gällivare
  - Parrocchia di Malmberget
  - Parrocchia di Jokkmokk

## Diocesi di Visby

Mappa della Diocesi di Visby

Elenco delle parrocchie e dei decanati della Diocesi di Visby.
- Decanato di Nordertredingen
  - Parrocchia di Visby cathedral
  - Parrocchia di Väskinde
  - Parrocchia di Stenkyrka
  - Parrocchia di Bunge, Rute e Fleringe
  - Parrocchia di Fårö
  - Parrocchia di Forsa
  - Parrocchia di Othem-Boge
  - Parrocchia di Dalhem
  - Parrocchia di Gothem
- Decanato di Medeltredingen
  - Parrocchia di Eskelhem-Tdita
  - Parrocchia di Vall, Hogrän e Atlingbo
  - Parrocchia di Stenkumla
  - Parrocchia di Roma
  - Parrocchia di Björke
  - Parrocchia di Follingbo
  - Parrocchia di Akebäck
  - Parrocchia di Barlingbo
  - Parrocchia di Endre
  - Parrocchia di Hejdeby
  - Parrocchia di Östergarn
  - Parrocchia di Vänge
  - Parrocchia di Klinte
  - Parrocchia di Fröjel
  - Parrocchia di Eksta
  - Parrocchia di Sproge
  - Parrocchia di Sanda, Västergarn e Mästerby
  - Parrocchia di Hejde
  - Parrocchia di Väte
- Decanato di Sudertredingen
  - Parrocchia di Fardhem
  - Parrocchia di Linde
  - Parrocchia di Lojsta
  - Parrocchia di Levide
  - Parrocchia di Gerum
  - Parrocchia di Garde
  - Parrocchia di Stånga-Bur
  - Parrocchia di När-Lau
  - Parrocchia di Alva, Hemse e Rone
  - Parrocchia di Havdhem
  - Parrocchia di Hoburg

## Diocesi di Stoccolma insieme alla Parrocchia del Concistoro Reale

Mappa della Diocesi di Stoccolma

Diocesi di Stoccolma e Parrocchia del Concistoro Reale
- Parrocchia del Decanato della Cattedrale di Stoccolma
  - Parrocchia di Stockholm cathedral
  - Parrocchia di Kungsholmen
  - Parrocchia di Saint George
  - Parrocchia di Adolf Fredrik
  - Parrocchia di German Saint Gertrud
  - Parrocchia di Finnish
  - Parrocchia di Essinge
  - Parrocchia di Saint John
  - Parrocchia di Gustaf Vasa
  - Parrocchia di Saint Matthew
- Decanato di Södermalm
  - Parrocchia di Maria Magdalena
  - Parrocchia di Högalid
  - Parrocchia di Katarina
  - Parrocchia di Sdiia
- Decanato di Brännkyrka
  - Parrocchia di Hägersten
  - Parrocchia di Skärholmen
  - Parrocchia di Brännkyrka
- Decanato di Birka
  - Parrocchia di Färingsö
  - Parrocchia di Ekerö
  - Parrocchia di Adelsö-Munsö
  - Parrocchia di Lovö
  - Parrocchia di Bromma
  - Parrocchia di Västerled
- Decanato di Roslags
  - Parrocchia di Täby
  - Parrocchia di Österåker-Östra Ryd
  - Parrocchia di Vaxholm
  - Parrocchia di Ljusterö-Kulla
  - Parrocchia di Vallentuna
  - Parrocchia di Össeby
- Decanato di Värmdö
  - Parrocchia di Värmdö
  - Parrocchia di Djurö, Möja e Nämdö
  - Parrocchia di Gustavsberg-Ingarö
  - Parrocchia di Boo
  - Parrocchia di Nacka
  - Parrocchia di Saltsjöbaden
- Decanato di Södertörn
  - Parrocchia di Tyresö
  - Parrocchia di Dalarö-Ornö-Utö
  - Parrocchia di Västerhaninge-Muskö
  - Parrocchia di Österhaninge
- Parrocchia di Royal consistory
  - Parrocchia di Royal
- Decanato di Östermalm
  - Parrocchia di Hedvig Eleonora
  - Parrocchia di Oscar
  - Parrocchia di Engelbrekt
- Decanato di Enskede
  - Parrocchia di Enskede-Årsta
  - Parrocchia di Vantör
  - Parrocchia di Skarpnäck
  - Parrocchia di Farsta
- Decanato di Spånga
  - Parrocchia di Spånga-Kista
  - Parrocchia di Hässelby
  - Parrocchia di Vällingby
- Decanato di Sollentuna
  - Parrocchia di Sollentuna
  - Parrocchia di Ed
  - Parrocchia di Hammarby
  - Parrocchia di Fresta
  - Parrocchia di Järfälla
- Decanato di Solna
  - Parrocchia di Solna
  - Parrocchia di Danderyd
  - Parrocchia di Sundbyberg
  - Parrocchia di Lidingö
- Decanato di Huddinge-Botkyrka
  - Parrocchia di Huddinge
  - Parrocchia di Botkyrka
  - Parrocchia di Trångsund-Skogå
  - Parrocchia di Saint Michael
  - Parrocchia di Flemingsberg